# ゴッド・マジンガー
『ゴッド・マジンガー』は、メディアミックス作品『マジンガーZ』シリーズの続編として企画された複数の作品。
- 『マジンガーZ』の後番組の企画。こちらは名前を『グレートマジンガー』に変更した上、採用された[1]。
- 『グレートマジンガー』の後番組の企画。マジンガーシリーズ完結編[1]として企画されたが、最終的には没となり、全く異なる内容の『UFOロボ グレンダイザー』が製作された[1]。

## 『マジンガーZ』の後番組『ゴッド・マジンガー』
『ゴッド・マジンガー』はマジンガーZの続編（後の『グレートマジンガー』）の企画段階の名前であった。しかし、同じ時期すでに放送中だった特撮ヒーロー番組『仮面ライダーX』の敵組織GOD（ゴッド）とネーミングがバッティングしてしまったため、『グレートマジンガー』に変更された。
また、当初の企画では、『マジンガーZ』の漫画版の「マジンガー軍団」編にゴッド（後のグレート）とその仲間の登場を付け加えてストーリーが構想されていた。

## 『グレートマジンガー』の後番組『ゴッド・マジンガー』
シリーズ完結編として企画された。
プロットは以下のようなものだった。グレートマジンガーがミケーネ帝国7大軍団の一角を崩すも、地獄大元帥の直属軍団の攻撃で科学要塞研究所は破壊され、生き残った所員は光子力研究所に避難する。そこでは、マジンガーZを新型マジンガー「ゴッド・マジンガー」に改造する作業が進められていた。しかし、エネルギーを光子力から反陽子に変え、装甲も超合金Zに反陽子エネルギーを浴びせることで生まれる超合金GZを用いるそれは完成に至っておらず、パイルダーとなるメカ狼の「マシーンウル」のみが稼働可能な状態であった。そこにミケーネ帝国が急襲し、剣鉄也の発案で急遽グレートマジンガーに反陽子炉が積み込まれるが、それはグレートの死を意味した。反陽子エネルギーの膨大な出力には超合金ニューZと言えども耐えられないからであった。鉄也は決死の覚悟で出撃し、ミケーネの軍団を蹴散らしていくが、グレートは内部の回路に異常をきたし、停止してしまう。そこに颯爽とマシーンウルを駆って兜甲児が駆けつける一方、グレートは勝利をもたらした代償に大破・放棄され、鉄也も半身不随となる。その後、ミケーネ帝国の策略により炎ジュンが戦死したことを経て、ゴッド・マジンガーが登場するというハードな内容であった。
ミケーネ側では闇の帝王が「宇宙人の子孫である科学者の集団」という正体を現し、新幹部アルバトロス公爵を地獄大元帥に与えることが予定されていた。なお、ゴッド・マジンガーのデザインはグレートマジンガーまでとは趣を異にする新デザインで、鉄人28号を思わせるシンプルなデザインである。しかし、このデザインは失敗だったようで、日の目を見なかった。
この企画は結局頓挫し、『UFOロボ グレンダイザー』の企画にとって代わられた。諸事情から兜甲児が登場することになったことで、『グレンダイザー』が事実上のマジンガーシリーズ第3作にして完結編となってしまったが、永井豪はこのことを残念に思っているようで「マジンガー・シリーズはまだ完成していないので、いつの日か完結編を実現させたい」と1980年代にインタビューで語っている。